# Fusil de tirador designado

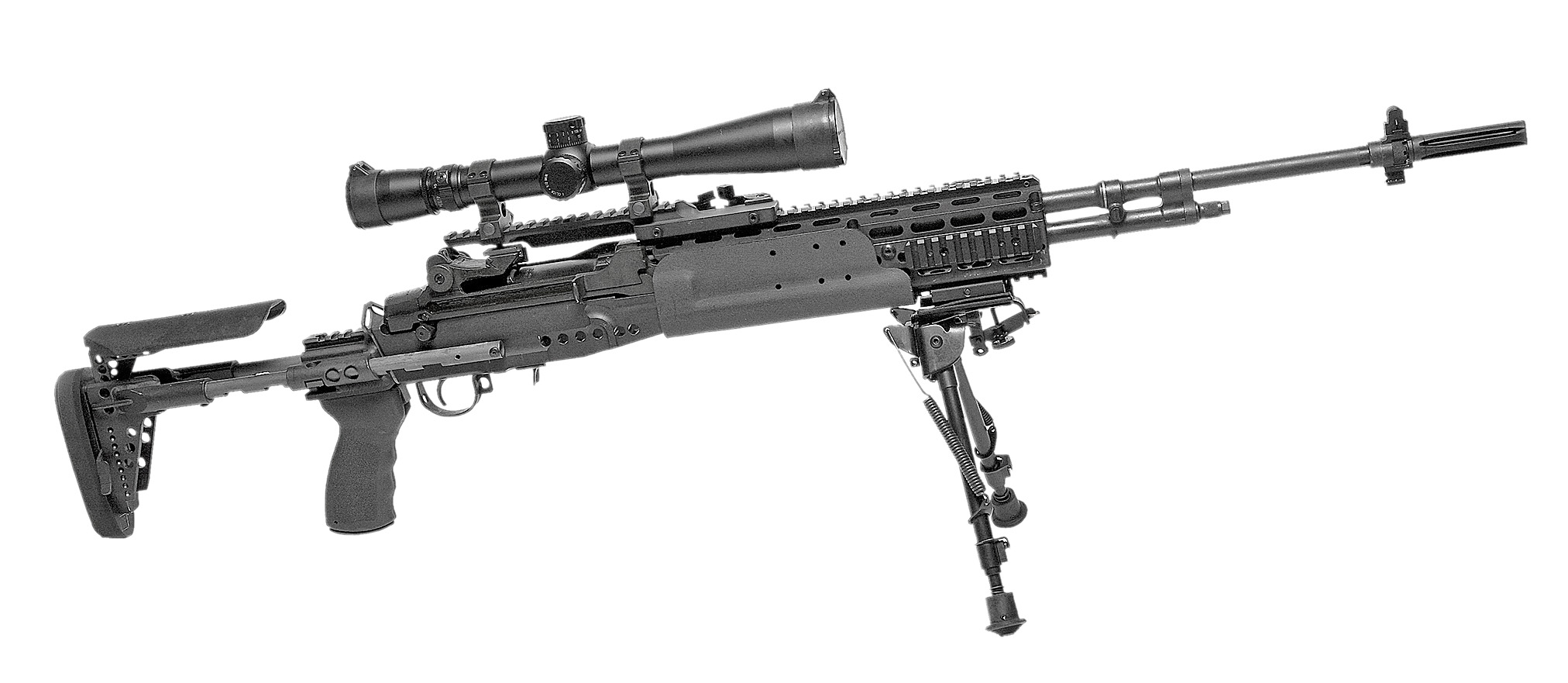
Mk 14 EBR.

Un rifle de tirador designado es un fusil utilizado por tiradores designados o destacados, este rol está para llenar el vacío entre los soldados regulares y francotiradores.
Suelen usar balas de calibre 7.62x51mm OTAN, sin llegar, por lo general, a calibres como el .338 lapua Magnum, pero su sistema está diseñado para exprimir al máximo estas balas, convirtiéndolas en armas perfectas para los tiradores urbanos
Estos fusiles resultan muy efectivos en materia de precisión y balística terminal, superando a los Rifles de asalto y de combate y no requieren los alcances de un Rifle de francotirador.
Sin embargo, estos rifles comparten algunas cosas con los rifles de cerrojo como la aplicación de bípodes y miras telescópicas. Generalmente son rifles semiautomáticos, aunque algunos pueden usarse en automático con cargadores de 10 a 30 balas.

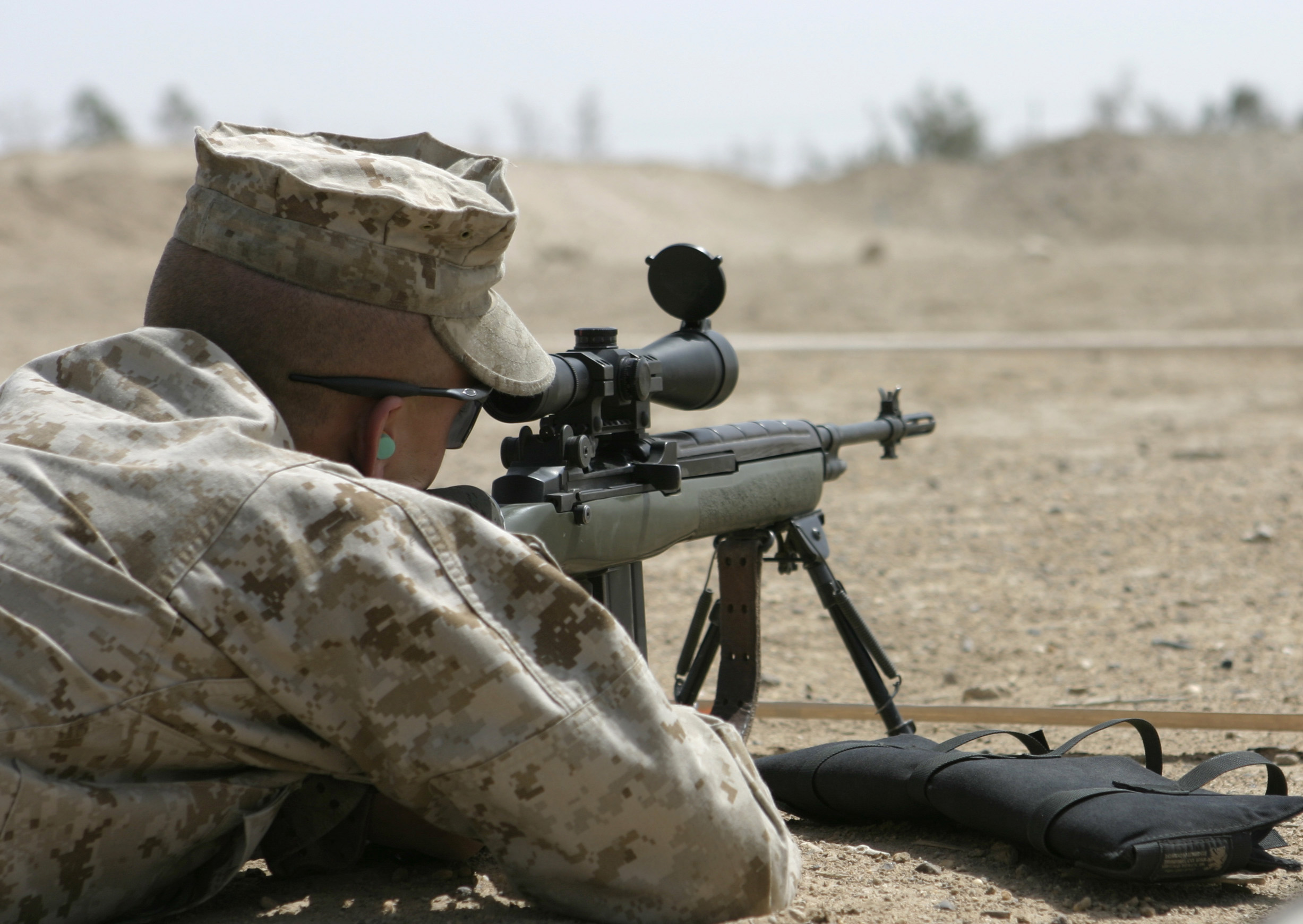
USMC M14 DMR

Ejemplos de estos riles son los siguientes:
- Heckler & Koch G3A3ZF
- PSG-1
- FM FAMTD
- AUG HBAR–T
- Mk 14 Enhanced Battle Rifle
- FAMAS G2 Sniper
- Pindad SS2-V4
- IMI STAR-21 Tavor
- SR-25